# 黄小娥
黄 小娥（こう しょうが、1913年1月12日- ?）(本名　川津久佳)は、熊本県出身の易者である。昭和37年に『易入門』（光文社・カッパブックス）を出版してブームを引き起こした。

## 略歴
本名や経歴は明らかにしておらず、『易入門』の著者紹介では、生まれ、育ち、国籍も不明で、親も夫も子もなく天涯孤独であるとされていた。同書が売れたことによるマスコミの正体暴きによると、経歴は次のようなものである。本名は川津久佳、熊本の小素封家の娘として生まれ、幼い頃に母と死に別れ、継母の元で不遇に育ち、17歳の時に結婚し子供をもうけたが、折り合いが悪く単身婚家を出た。その時に持って出た資金を元に小金貸しをしながら占いの勉強を始めた。上京して易学校で10年学び、四谷駅前のアパートで易者として仕事を始め、光文社カッパブックス編集部の依頼で、百円玉や十円玉を筮竹や算木の代わりにして占う『易入門』を書いた。当時、年齢は40～50歳と推測されていた。
インタビューで「易は自分の幸福のためにはじめたんです」と述べている。井上ひさしは、経歴不明の「ナゾの美人」と演出することで占い師として自己神秘化と謎の創出に成功しており、だからこそ『易入門』が売れたと評している。また、ブームの中でも不愛想な態度で、そこに易者として好感を持ったと語っている。
『易入門』は、1987年に光文社文庫で文庫化され、2004年にサンマーク出版よりタイトルに著者の名を入れた新装版が出ている。
復刊された「黄小娥の易入門」に寄稿している。

## 『易入門』について
井上ひさしは連載『ベストセラーの戦後史』の第18回において、『易入門』を昭和37年最大のベストセラーとして取り上げている。
その中で、井上ひさしは、五十本の筮竹と六本の算木をわずか六枚の硬貨で代用する方法を教えたこと、難解な易経の教えを易しく説いたこと、この2点において本書は画期的だった。また、易経は「座右に備えて、あてもなくページを繰っては、人生全般に関する助言をありがたく汲み取る」のが賢い利用法であるとし、この易経の本質を本書はかなり忠実に写しており、占いをするでもなく漫然と読んでいる読者もとらえるような魅力があると語っている。井上によると、この本をきっかけに易経に興味をもって触れたという人も多かった。

## エピソード
高木彬光は黄小娥の大ファンで、『易入門』に『日本一の名人・黄小娥』と題する推薦文をよせている。

## 著書
- 『易入門 自分で自分の運命を開く法』光文社カッパ・ブックス　1961　のち文庫
  - 『黄小娥の易入門』サンマーク出版 2004
- 『易占七六八の答』実業之日本社 1962
- 『十二支 生れ年がきめる男女の相性と金の運』光文社カッパ・ブックス　1967　のち文庫
- 『愛易 恋愛と結婚の幸せをつかむ神秘術』祥伝社 ノン・ブック　1971
- 『競馬占い作戦 易で勝馬を当てる法』実業之日本社・ホリデー新書　1971
- 『易占い入門』実業之日本社 1972
- 『自分でできる恋愛と結婚易占い』主婦の友社 主婦の友文庫　1974

## 映画
- 「B・G物語　易入門」,1962年,大映